# Salcedo (A Pobra do Brollón)
San Xoán de Salcedo és una parròquia i localitat del municipi gallec d'A Pobra do Brollón, a la província de Lugo. Limita amb les parròquies de Lamaigrexa i Parada dos Montes al nord, Vilamor a l'est, Barxa de Lor i Vilar de Lor al sud, i Castroncelos a l'oest.
El 2015 tenia 151 habitants agrupats en 4 entitats de població: Beirán, Domiz, O Pereiro i Salcedo.
Entre el seu patrimoni destaca l'església de San Xoán, del segle xviii. Les festes se celebren el 31 d'agost en honor de Sant Ramon. També se celebra el Carnestoltes (Entroido) amb la popular figura de l'Ós de Salcedo.